# TMS Ringsted
TMS Ringsted (kurz für Team Midtsjælland Ringsted) ist ein dänischer Handballverein aus Ringsted, deren Herrenmannschaft in der zweithöchsten dänischen Spielklasse antritt.

## Geschichte
Der Club entstand am 15. Dezember 1997, als die Handballabteilungen von Ringsted IF  und Vetterslev-Høm GF fusionierten. Im Jahre 1999 stieg die Damenmannschaft in die 1. Division – die zweithöchste dänische Spielklasse – auf. Ein Jahr später gelang der Herrenmannschaft den Aufstieg in die 1. Division. 2003 stiegen die Herren in die Håndboldligaen – die höchste dänische Liga – auf. Nach sieben Spielzeiten in der Håndboldligaen musste TMS jedoch den Gang in die 1. Division antreten. Zwei Jahre später gelang der Herrenmannschaft die Rückkehr in die Erstklassigkeit. In der Saison 2013/14 belegte Ringsted den letzten Platz in der Håndboldligaen und stieg direkt in die 1. division ab. 2018 gelang Ringsted die Rückkehr in die Håndboldligaen, aus der der Verein ein Jahr später wieder abstieg. Zur Saison 2020/21 kehrte Ringsted wieder in die Håndboldligaen zurück. Im April 2022 folgte ein weiterer abstieg aus der Håndboldligaen. Nachdem TMS Ringsted im folgenden Jahr die Meisterschaft der 1. division gewonnen hatte, kehrte die Mannschaft wieder in die Erstklassigkeit zurück.

### Bekannte ehemalige Spieler
- Claus Møller Jakobsen
- Anders Oechsler